# Сененкова, Анна Афанасьевна
Анна Афанасьевна Сененкова (23 апреля 1912, Спичино — 20 мая 2003, Горки-2) — передовик советского сельского хозяйства, доярка подсобного хозяйства «Горки-II» Звенигородского района Московской области, Герой Социалистического Труда (1953).

## Биография
Родилась в 1912 году в деревне Спичино, ныне Сафоновского района Смоленской области в русской многодетной крестьянской семье.
Работать начала в 1926 году, одной из первых вступила в колхоз. В 1937 году приняла решение переехать на постоянное место жительство в Московскую область.
Стала работать дояркой совхоза «Горки II» Звенигородского района. В годы Великой Отечественной войны эвакуирована в Саратовскую область. В ноябре 1942 года вернулась работать на прежнее место работы. В 1952 году показала высокие производственные результаты, надоив от каждой из 17 закреплённых за ней коров в среднем по 6954 килограмма молока.
Указом Президиума Верховного Совета СССР от 19 декабря 1953 года за получение высоких показателей в сельском хозяйстве и рекордные надои молока Анне Афанасьевне Сененковой было присвоено звание Героя Социалистического Труда с вручением ордена Ленина и медали «Серп и Молот».
Продолжала трудиться в колхозе, показывала высокие производственные результаты. В 1963 году ушла на заслуженный отдых.
Проживала в посёлке Горки-2 Одинцовского района. Умерла 20 мая 2003 года. Похоронена на Знаменском кладбище посёлка.

## Награды
За трудовые успехи была удостоена:
- золотая звезда «Серп и Молот» (19.12.1953)
- орден Ленина (19.12.1953)
- другие медали.